# Giovanni Niccolò Servandoni
Pour les articles homonymes, voir Servandoni.
Giovanni Niccolò (Jean Nicolas) Geronimo Servandoni, né à Florence le 2 mai 1695 et mort à Paris le 19 janvier 1766, est un peintre, décorateur de théâtre et architecte italien.

## Biographie
Fils d'un père français, cocher de diligence entre Florence et Lyon, et d'une mère italienne, Servandoni commença sa carrière d'artiste à Rome vers 1715, où il fit la connaissance du peintre Giovanni Paolo Panini et apprit le dessin et la perspective auprès du graveur et architecte Giuseppe Ignazio Rossi. C'est à Rome qu'il découvrit également les productions théâtrales spectaculaires et les architectures éphémères élevées à l'occasion de fêtes et de cérémonies, dans lesquelles il devait lui-même exceller.
Il passa quelque temps à Lisbonne comme décorateur de théâtre puis, en 1724, vint s'établir à Paris et fut chargé d'élaborer des décors pour l'Opéra, concevant des machines et des toiles peintes pivotantes. En 1728, il devint le Premier peintre-décorateur et directeur des machines de l'Académie Royale de Musique et conserva cette fonction jusqu'en 1742. Il connut son premier grand succès avec la mise en scène de l'opéra Orion (1728) de Louis de La Coste, dans des décors exotiques évoquant l'ancienne Égypte, et réalisa plus de soixante productions, applaudies par le public et encensées par la critique, notamment Denis Diderot. Pour créer la sensation de l'espace, Servandoni utilisait une technique de perspective plaçant le point de fuite sur un des côtés de la scène, introduite à la cour de Vienne par la famille Bibiena.
En 1729, Servandoni participa avec Panini à la conception des décorations célébrant la naissance du dauphin. En 1731, il fut admis à l'Académie royale de peinture et de sculpture en tant que peintre de ruines antiques.
En 1729, il avait été chargé de reconstruire la chapelle de la Vierge de l'église Saint-Sulpice à Paris. En 1732, il remporta le concours pour la construction du massif antérieur de cet édifice. Son projet évolua considérablement avec le temps.
Poursuivi pour dettes en 1745, il quitta la France et travailla pour diverses cours européennes, se rendant à Londres en 1749, où il participa à l'élaboration du bâtiment spécialement construit pour la création de Music for the Royal Fireworks de Georg Friedrich Haendel.
Il participa à la reconstruction de Lisbonne, dévastée par le tremblement de terre de 1755. Il se rendit à Vienne en 1760.
En 1752, il donna un projet de place semi-circulaire pour servir d'accompagnement à la façade de Saint-Sulpice. Seul l'immeuble du n° 6 place Saint-Sulpice fut construit sur ce dessin.
Il fut chevalier de l'ordre de Saint-Jean-de-Latran en 1733 et de l'ordre du Christ.
Son neveu (ou son fils ?), Jean-Nicolas Servandoni, dit D'Hannetaire, fut un comédien célèbre, directeur du théâtre de la Monnaie à Bruxelles et auteur des Observations sur l'art du comédien (1774).

## Œuvres

### Principales réalisations
- Église Saint-Sulpice, façade, Paris, 1732-1745.
- Baldaquin de l'église Saint-Bruno-les-Chartreux à Lyon, c. 1736.
- Baldaquin de la cathédrale Saint-Étienne de Sens 1742.
- Palais d'Egmont, Bruxelles (attribution).
- Transformation du château de Condé pour Jean-François Leriget de La Faye, vers 1724-1726
- Château de Gennevilliers pour le maréchal de Richelieu, 1746.
- Château de Sterrebeek pour le banquier bruxellois Jean-Antoine Ories, 1761.

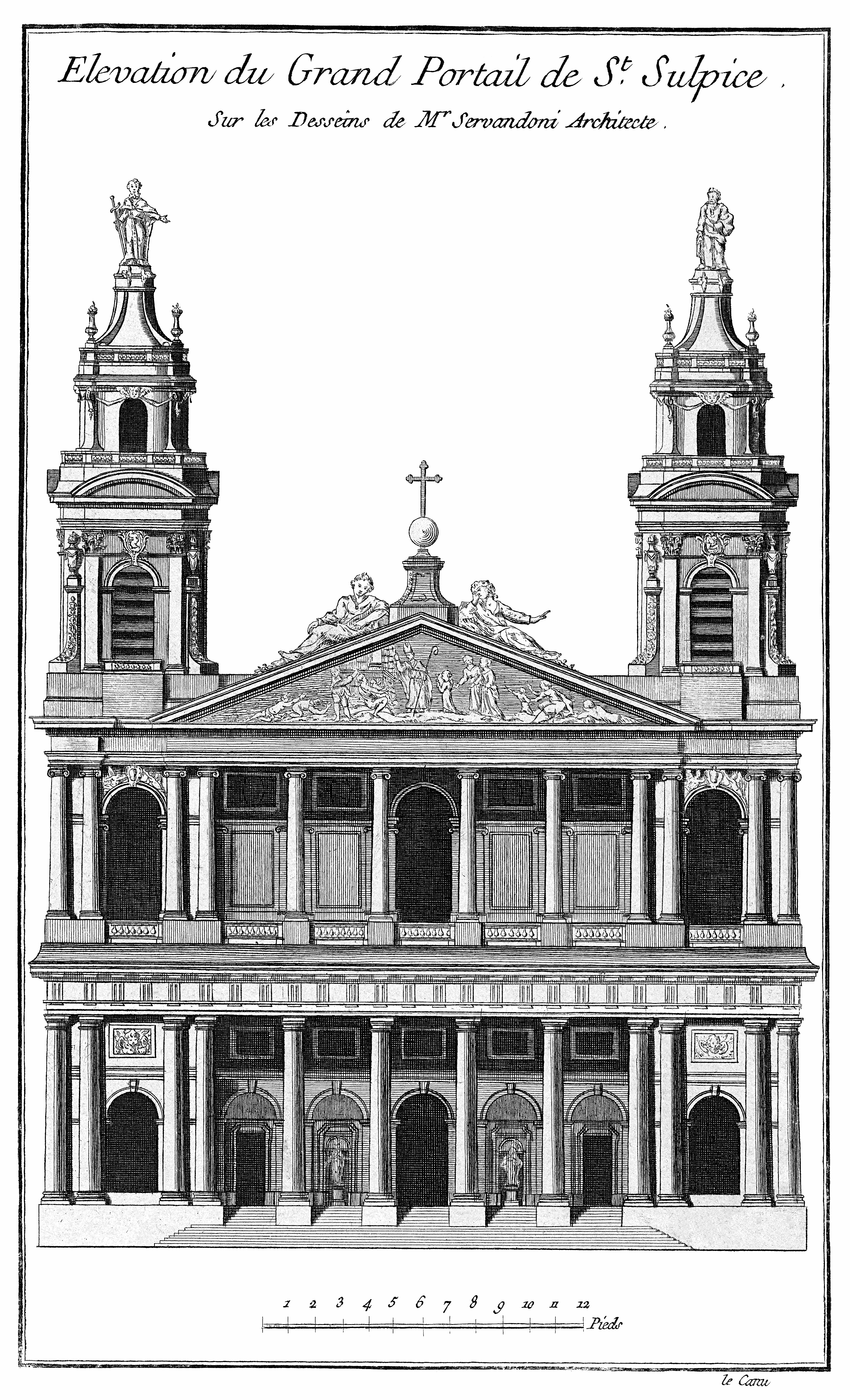
Projet de façade pour l'église Saint-Sulpice de Paris.
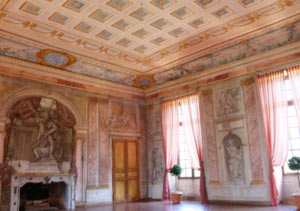
Décor de théâtre réalisé par Servandoni pour le château de Condé.
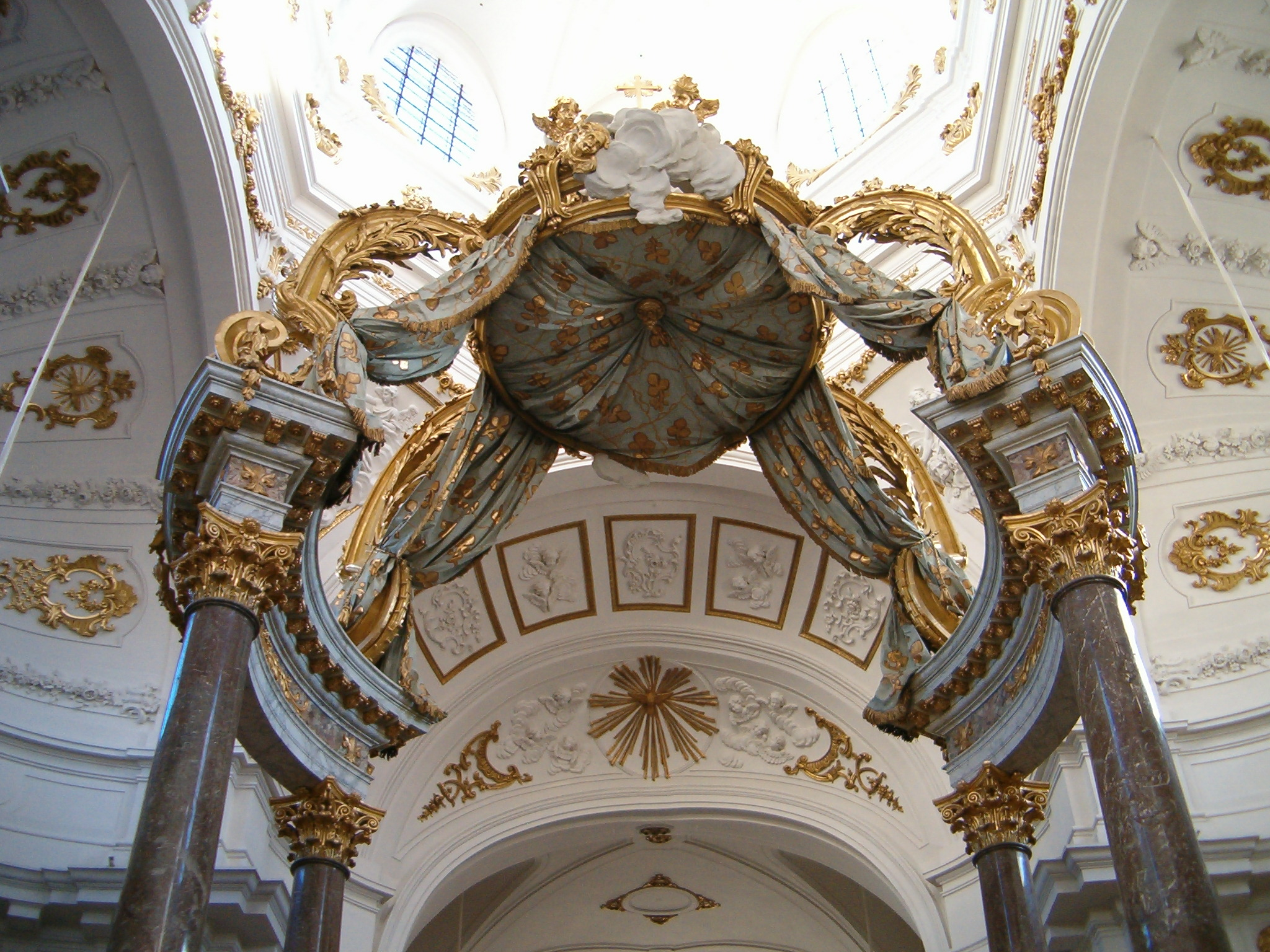
Baldaquin de l'église Saint-Bruno de Lyon.
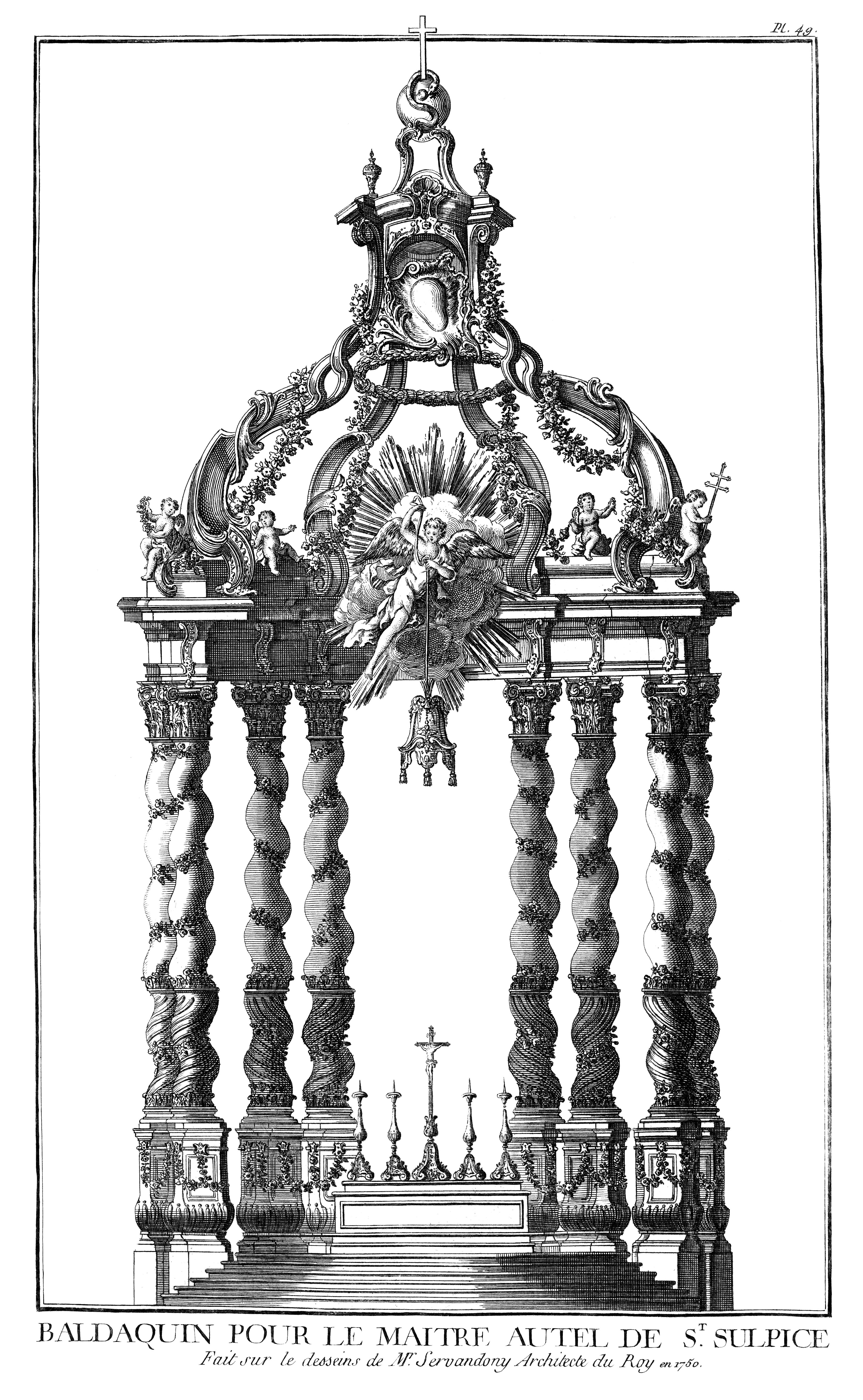
Projet de baldaquin pour le maître-autel de l'église Saint-Sulpice de Paris.

### Publications
- Description abrégée de l'église Saint-Pierre de Rome, Paris, 1738.
- Relation de la représentation de la forêt enchantée sur le théâtre des Tuileries le 31 mars 1754.
- Melanie Doderer-Winkler, "Magnificent Entertainments: Temporary Architecture for Georgian Festivals" (Londres et New Haven, Yale University Press for The Paul Mellon Centre for Studies in British Art, 2013).  (ISBN 0300186428 et 978-0300186420).

## Hommage
- Rue Servandoni (Paris)